# Daniel Mornet
Pour les articles homonymes, voir Mornet.
Daniel Mornet, né à Bourges le 21 mars 1878 et mort à Méry-sur-Cher le 16 septembre 1954, est un historien de la littérature française et un critique littéraire français.

## Biographie
Ancien élève de l’École normale supérieure de la rue d’Ulm (1899), il est reçu premier à l’agrégation de lettres en 1902, soutient une thèse en 1907 sur Le sentiment de la nature en France : de Jean-Jacques Rousseau à Bernardin de Saint-Pierre et devient professeur au lycée de Toulouse.
Sous-lieutenant au 276e régiment d’infanterie (RI) pendant la Première Guerre mondiale, il publie son témoignage dans un ouvrage intitulé Tranchées de Verdun en 1918.
Daniel Mornet est professeur suppléant au lycée Louis-le-Grand en 1911. Il devient par la suite le suppléant de Lanson à la Faculté des lettres de Paris, de décembre 1913 à mars 1914. Il est maître de conférences de littérature française à la Faculté des lettres de Paris en 1919, et est désigné délégué à l'École normale supérieure la même année. Il est chargé de cours d'histoire de la littérature du XVIIIe siècle de 1922 à 1925. Il devient maître de conférence puis à partir du 1er mars 1928 professeur d'histoire de la littérature française du XVIIIe siècle à la Sorbonne. Il devint ultérieurement doyen de la Faculté des lettres. Il est par ailleurs président de la Société d'histoire littéraire et directeur de la Revue d'histoire littéraire de la France (1922-1945).

## A la recherche desOrigines intellectuelles de la Révolution française
Daniel Mornet travailla essentiellement sur l'histoire littéraire du XVIIIe siècle et contribua notamment à interroger à nouveaux frais la question des origines intellectuelles et idéologiques de l'évènement fondateur de 1789, problème déjà maintes fois étudié depuis le début du XIXe siècle. Le rôle déterminant qu'il joua dans ce domaine repose sur le dépouillement d'une source négligée jusque-là, les catalogues des bibliothèques privées mises aux enchères entre 1750 et 1780. L'objectif affiché par Mornet était d'identifier quels étaient les ouvrages réellement lus par les Français de cette époque, ouvrages qui pouvaient légitimement être considérés comme la matrice au moins partielle du grand bouleversement révolutionnaire. 
À partir de ces catalogues, il établit des tableaux statistiques qui ne furent pas sans étonner : loin de contenir les grands titres considérés comme emblématiques du siècle des Lumières, ces quelque 500 bibliothèques accueillaient principalement toute une série d'ouvrages oubliés de la postérité et semblaient négliger la littérature philosophique et critique qui fit ultérieurement la gloire du XVIIIe siècle français. Ainsi, parmi les 20 000 ouvrages en question, on ne trouvait par exemple qu'un exemplaire du Contrat social de Jean-Jacques Rousseau. Comme le souligne Robert Darnton, « la conclusion semblait aller de soi : l'ouvrage que la postérité avait consacré comme la Bible de la Révolution française n'avait pour ainsi dire pas été lu avant 1789 »! La nécessité de remettre à plat le problème de l'histoire littéraire du XVIIIe siècle et notamment celui des origines intellectuelles de la Révolution s'imposait : Daniel Mornet y répondit dans Les Origines intellectuelles de la Révolution française 1715-1787, ouvrage publié en 1933 « qui acquit à son auteur une juste célébrité ».
Pourtant, Daniel Mornet avait négligé certaines caractéristiques importantes de son recueil de sources. En effet, ces catalogues étaient en partie expurgés de leurs titres les plus polémiques. Spontanément, les héritiers évacuaient les lectures contraires aux bonnes mœurs pour ne pas entacher la mémoire du défunt. À défaut, c'est l'État qui imposait une telle censure. Ainsi, le règlement de la Librairie royale stipulait que tout catalogue de livres mis aux enchères devait passer avant son impression sous les fourches caudines de la censure : « tout manquement à l'orthodoxie, toute idéologie subversive était donc effacé d'avance des sources même où Mornet en cherchait les traces ».

## Publications
- Le Sentiment de la Nature en France, de J.-J. Rousseau à Bernardin de Saint-Pierre, Hachette, 1907
- L'Alexandrin français dans la deuxième moitié du XVIIIe siècle, Toulouse, Privat, 1907
- Le Texte de la Nouvelle Héloïse et les éditions du 18e siècle, Genève, Éditions des Annales J.-J. Rousseau, 1910
- Les Sciences de la Nature en France au XVIIIe siècle, Paris, Armand Colin, 1911
- Le Romantisme en France au XVIIIe siècle, Hachette, 1912, prix Marcelin Guérin de l’Académie française en 1913
- Tranchées de Verdun, Berger-Levrault, 1918
- Histoire de la littérature et de la pensée française, Larousse, 1924
- Histoire générale de la littérature française (exposée selon une méthode nouvelle). I. Histoire d'ensemble. II. Histoire détaillée des Grandes Œuvres, Larousse, 1925
- Jean-Jacques Rousseau. Morceaux choisis. Avec une introduction et des notes, H. Didier et Ed. Privat, 1925, treizième édition 1951
- J.-J. Rousseau: La Nouvelle Héloïse. Édition historique et critique, Hachette, 1925-1926, 4 volumes, prix Saintour de l’Académie française en 1926
- La Pensée française au XVIIIe siècle, Colin, 1926
- Histoire de la littérature et de la pensée françaises contemporaines (1870-1927), Paris, Larousse, 1927
- Histoire de la clarté française. Ses origines, son évolution, sa valeur, Paris, Payot, 1929
- Précis de littérature française, Larousse, 1929
- Les Origines intellectuelles de la Révolution française, Paris, Armand Colin, 1933
- Racine: Théâtre, publié avec des introductions et des notes, Paris, Mellottée, 1934
- Cours pratique de composition française à l'usage des candidats aux examens des enseignements primaire supérieur, secondaire et supérieur, Larousse, 1934
- La littérature française enseignée par la dissertation à l'usage des candidats aux examens des enseignements primaire supérieur, secondaire et supérieur, Larousse, 1936
- La pensée française au XVIIIe siècle, Paris, Librairie Armand Colin, 1936.
- Cours pratique de composition française, Larousse, 1937
- Introduction à l'étude des écrivains français d'aujourd'hui, Boivin & Cie, 1939
- Diderot, l'homme et l’œuvre, Paris, 1941
- Nicolas Boileau, Éditions C.-L., 1942
- Jean Racine, Aux Armes de France, 1944
- Cours pratique d'éloquence usuelle, l'art de parler en public, 1945
- Rousseau, l'homme et l'œuvre, 1950
- Molière, Hatier, 1958

## Distinctions
Daniel Mornet est nommé Chevalier de la légion d'honneur en 1934. Il est également titulaire du titre de docteur honoris causa de l'Université de Bruxelles, et de Middlebury college. Il est par ailleurs docteur of humane letters de l'Université de Chicago (1950) et honorary member of the Modem Language Association of America.